# Rottendorf, Trg
Rottendorf je naselje v Občini Trg v Okraju Trg na Koroškem v Avstriji.